# Edifici al Clot de les Granotes
L'Edifici al Clot de les Granotes és una obra de Lleida inclosa a l'Inventari del Patrimoni Arquitectònic de Catalunya.

## Descripció
Edifici entre mitgeres de planta baixa i cinc pisos, nucli d'accessos i planta baixa i 8 pisos, formant tres volums verticals ben diferenciats per tal de resoldre l'entrega amb els volums construïts abans.
Façana de bloc de formigó, lames fixes i finestres partides amb fusta. Estructures mixtes, per tal de solucionar el problema de les cobertes.